# Orbilia arundinacea
Orbilia arundinacea är en svampart som beskrevs av Velen. 1934. Orbilia arundinacea ingår i släktet Orbilia och familjen vaxskålar.   Inga underarter finns listade i Catalogue of Life.